# Греческий огонь

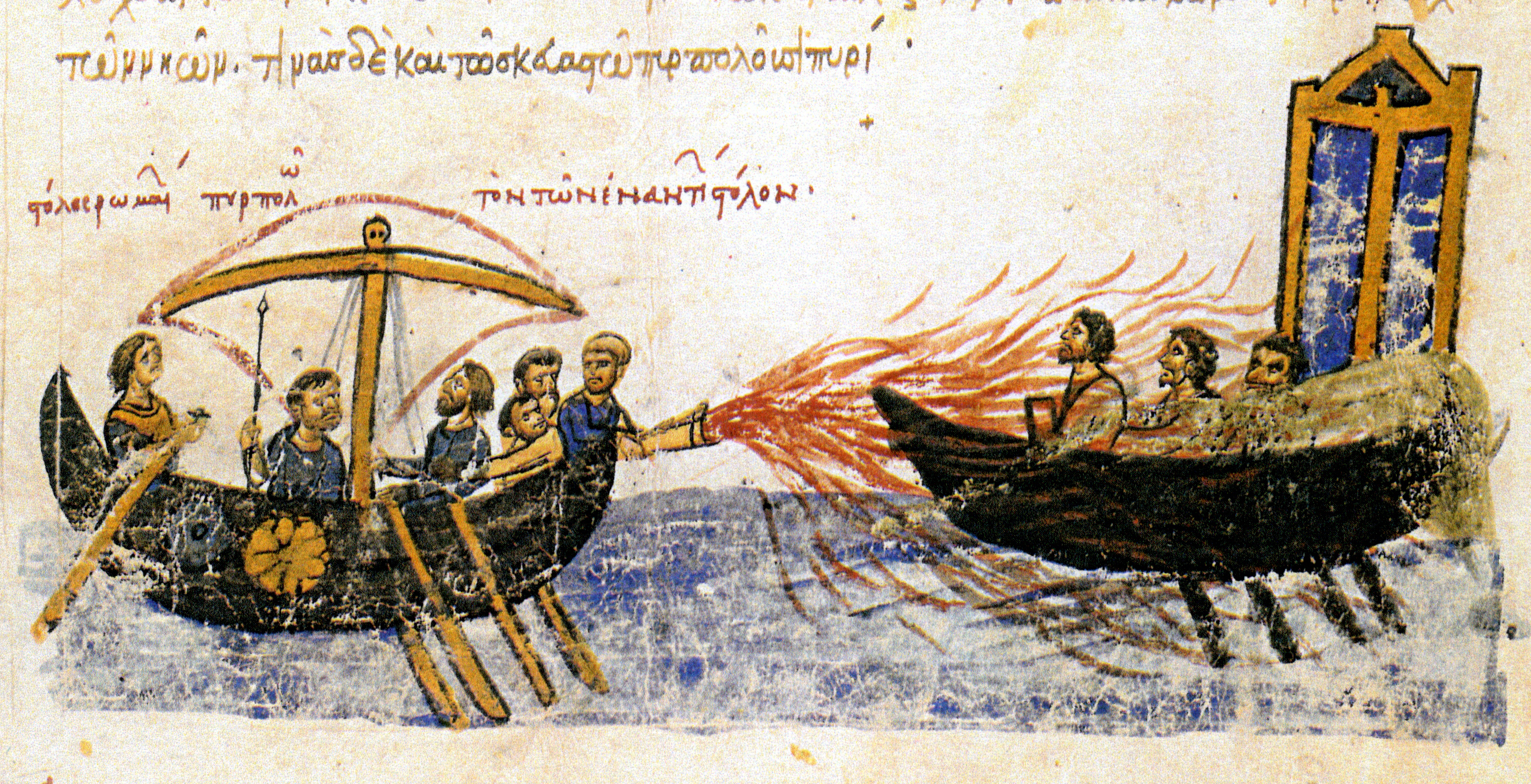
Использование греческого огня. Миниатюра Мадридского Скилица, «Хроники» Иоанна Скилицы

Гре́ческий ого́нь (или жидкий огонь, греч. ὑγρόν πῦρ) — горючая смесь, применявшаяся в военных целях во времена Средневековья. 
Впервые горючая смесь «Греческий огонь» была использована византийцами в морских битвах. Применялся в византийской армии и флоте в морских боях и при осаде крепостей. Для метания использовались медные трубы (на кораблях), ручные сифоны, «пламенные рога». Греческий огонь также помещался в бочки и глиняные сосуды, а затем забрасывался метательными машинами при осаде крепостей. Пламя греческого огня не гасилось водой.

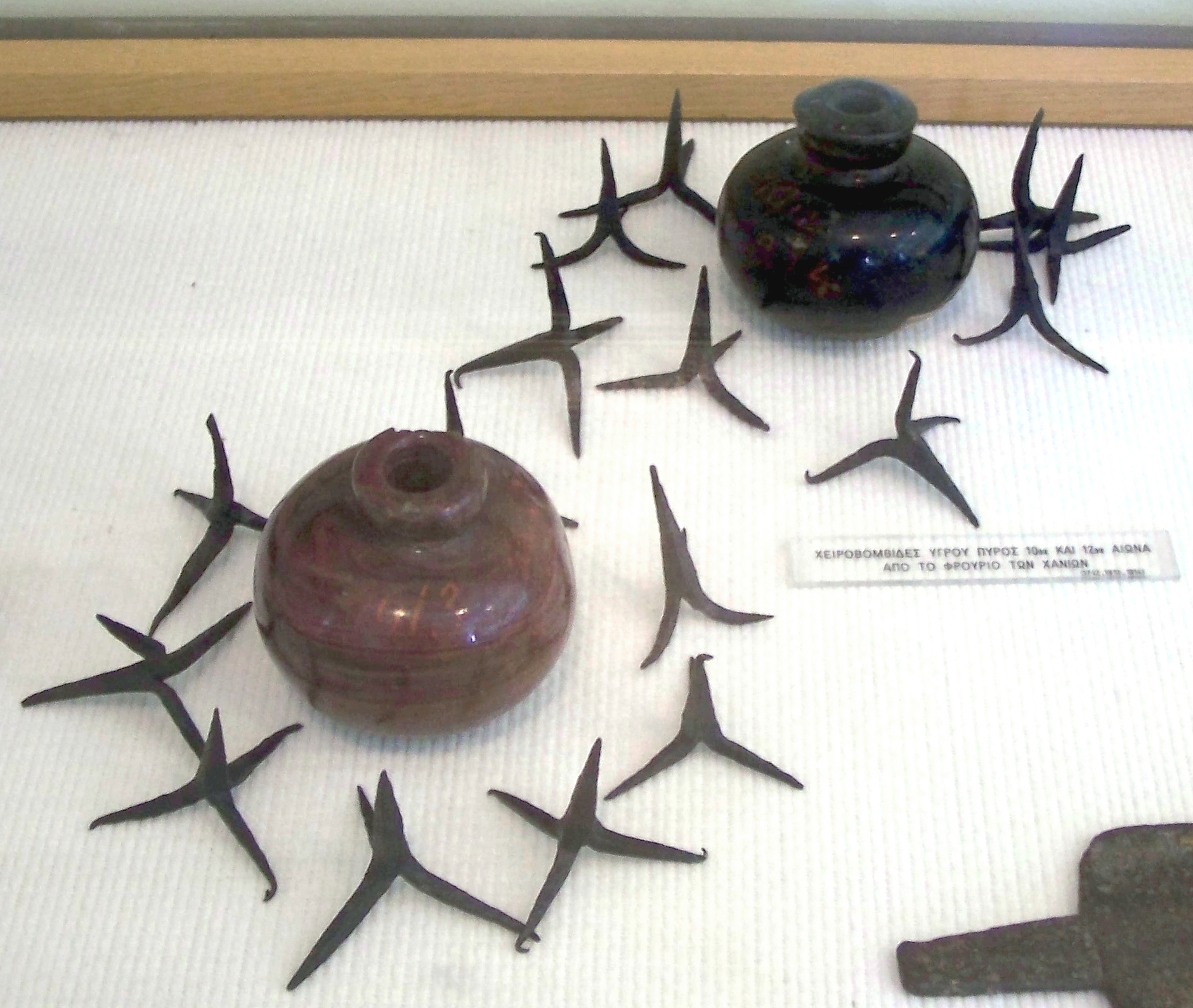
Ручные гранаты с греческим огнём и чеснок арсенала Ханьи, X и XII века

## История и применение

### Древние аналоги
Первым прототипом «греческого огня» были горючие смеси, которые метались и испускались ассирийцами в IX в. до н. э. Древнегреческий учёный Филон Византийский (III в. до н. э.), живший и работавший в Александрии и на Родосе, в своём трактате «Механика» сообщает о метании огня из некоего портативного ручного орудия. Прототип «греческого огня» появился предположительно в 190 году до н. э., когда он был применён при защите острова Родос.
Огнесмеси для метания использовались также в I в. до н. э. воинами Древнего Китая.
Раннехристианский автор III века н. э. Секст Юлий Африкан в своей энциклопедии «Узоры» (греч. Κεστοί), составленной для императора Александра Севера, рассказывает о «мидийском водном огне», который изготовляли, в частности, из битума, серы, золы, горной соли, пирита, «громового камня» и пр. и метали при помощи снарядов, напоминавших позднейшие гранаты.

### Первое упоминание
Греческий огонь состоял из сырой нефти, серы, масла, селитры и, возможно, других веществ.
Вещество под названием «греческий огонь», по данным «Хронографии» Феофана Исповедника и трактата Константина VII Багрянородного «Об управлении империей», было изобретено инженером и архитектором Каллиником из завоёванного арабами сирийского Гелиополя (современный Баальбек в Ливане), возможно, эллинизированным евреем, который сконструировал для метания зажигательной смеси специальное устройство — «сифон», устанавливавшийся на гребных судах-дромонах. Около 668 года Каллиник бежал в Византию и там предложил свои услуги императору Константину IV в борьбе против осадившего Константинополь арабского флота, разгромленного с помощью нового оружия в 673 году в морском сражении при Кизике.
Установка с «греческим огнём» представляла собой медную трубу — «сифон», или сифонофор, через который с грохотом извергалась жидкая смесь. В качестве выталкивающей силы использовался сжатый воздух или мехи наподобие кузнечных. Позже появилось портативное ручное устройство для метания — хейросифон (cheirosiphōn).

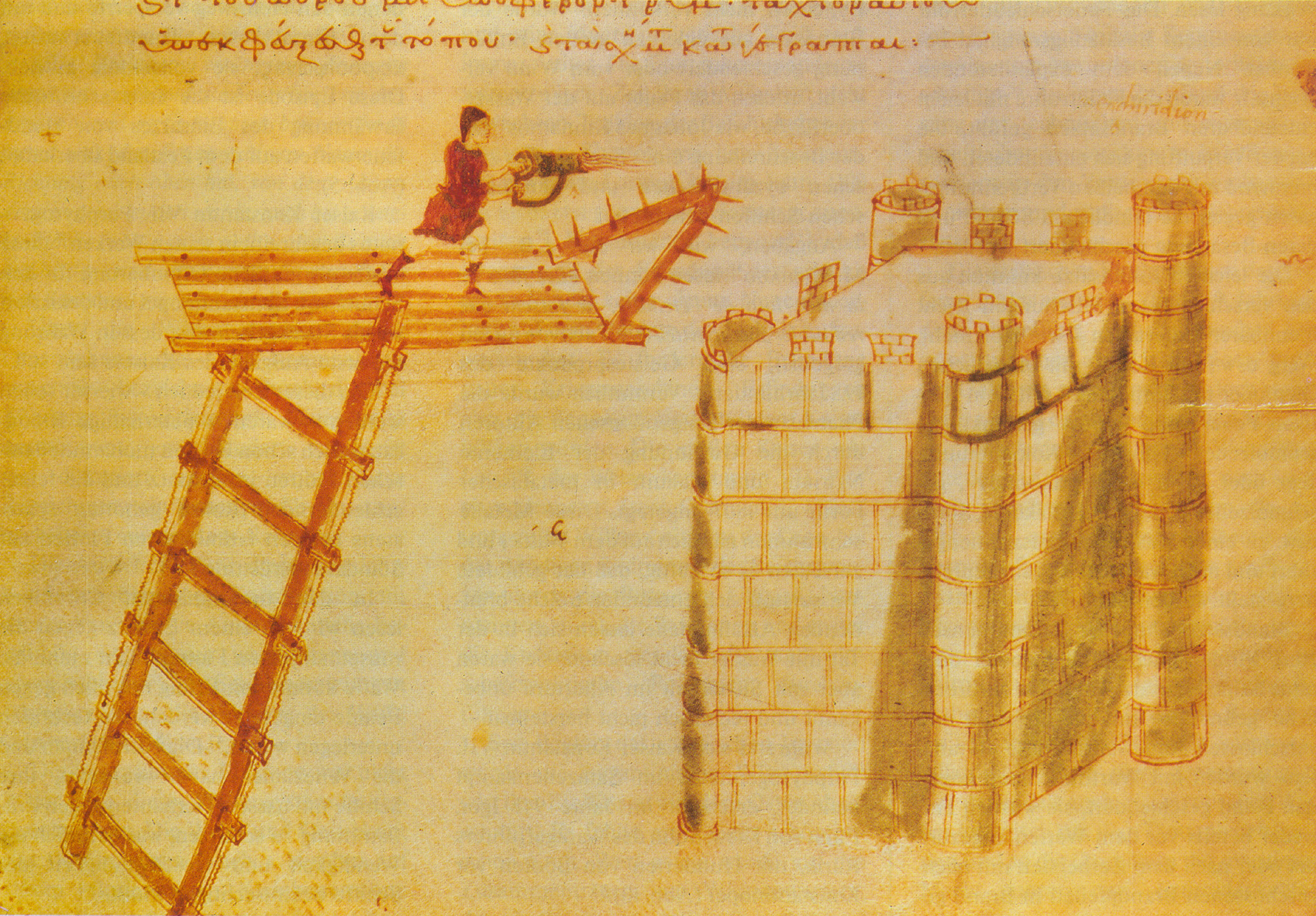
Использование ручного хейросифона (cheirosiphōn) с верхнего ходового мостика при осаде крепости. Миниатюра рукописи Полиоркетика.

Предположительно, максимальная дальнобойность сифонов составляла 25-30 м, поэтому изначально «греческий огонь» использовался только во флоте, где представлял страшную угрозу медленным и неуклюжим деревянным кораблям того времени. Кроме того, по свидетельствам современников, «греческий огонь» ничем нельзя было потушить, поскольку он продолжал гореть даже на поверхности воды. Впервые сифоны с «греческим огнём» были установлены на византийских дромонах во время битвы при Киликии. Историк Феофан писал о ней:
В год 673 ниспровергатели Христа предприняли великий поход. Они приплыли и зазимовали в Киликии. Когда Константин IV узнал о приближении арабов, он подготовил огромные двухпалубные корабли, оснащённые греческим огнём, и корабли-носители сифонов… Арабы были потрясены… Они бежали в великом страхе.
Если на суше войска византийцев нередко терпели от арабов поражения, то на море «греческий огонь» давал превосходство византийскому флоту над противником. Благодаря ему в 717 году была одержана крупная морская победа над арабами, снова осадившими Константинополь, а в 941 году с помощью «греческого огня» византийцы разгромили подошедший к их столице флот князя Игоря Рюриковича. «Греческий огонь» применялся ими же против крестоносцев, выступивших на стороне венецианцев во время Четвёртого крестового похода (1202—1204).
Византийский император Лев VI Мудрый в своей «Тактике» (кон. IX в.) сообщает:
Мы владеем различными средствами — как старыми, так и новыми, чтобы уничтожить вражеские суда и людей, сражающихся на них. Это огонь, приготовляемый для сифонов, из коих он мечется с громовым шумом и дымом, сжигающий суда, на которые его направляем... Помещайте также спереди на носу корабля сифон в бронзе, чтобы метать огонь на врагов...
Византийские авторы называли огненосную смесь по-разному: хронист Феофан — «морским огнём», император Константин VII — «влажным огнём», историк Иосиф Генезий — «военным огнём», император Лев VI в «Навмахии» — «обработанным огнём», полководец Никифор Уран — «блестящим огнём». Причём последние два автора указывают, что её можно было как метать из сифонов, так и помещать в горшки, выливать из котлов или смачивать ей паклю, обёрнутую вокруг стрел, выпускавшихся из катапульт.
Секрет приготовления «греческого огня», называвшегося также «огнём Каллиника», хранился в строгой тайне, однако после завоевания Константинополя рецепт его изготовления был утерян. Известно, что нефть для огня с XI века добывалась на Таманском полуострове. В 1081 году «греческий огонь» был применён против норманнов во время осады Дураццо (Диррахия). В XII веке «греческий огонь» известен был уже и англичанам, так как англы издавна несли службу в Византии в составе т. н. «варяжской гвардии».
По мнению польского археолога Владислава Филиповяка, директора Национального музея города Щецина, «греческий огонь», упоминаемый Адамом Бременским в славянском городе Юмна (Винета) в XI веке, мог быть заимствован балтийскими славянами из Византии или Руси.

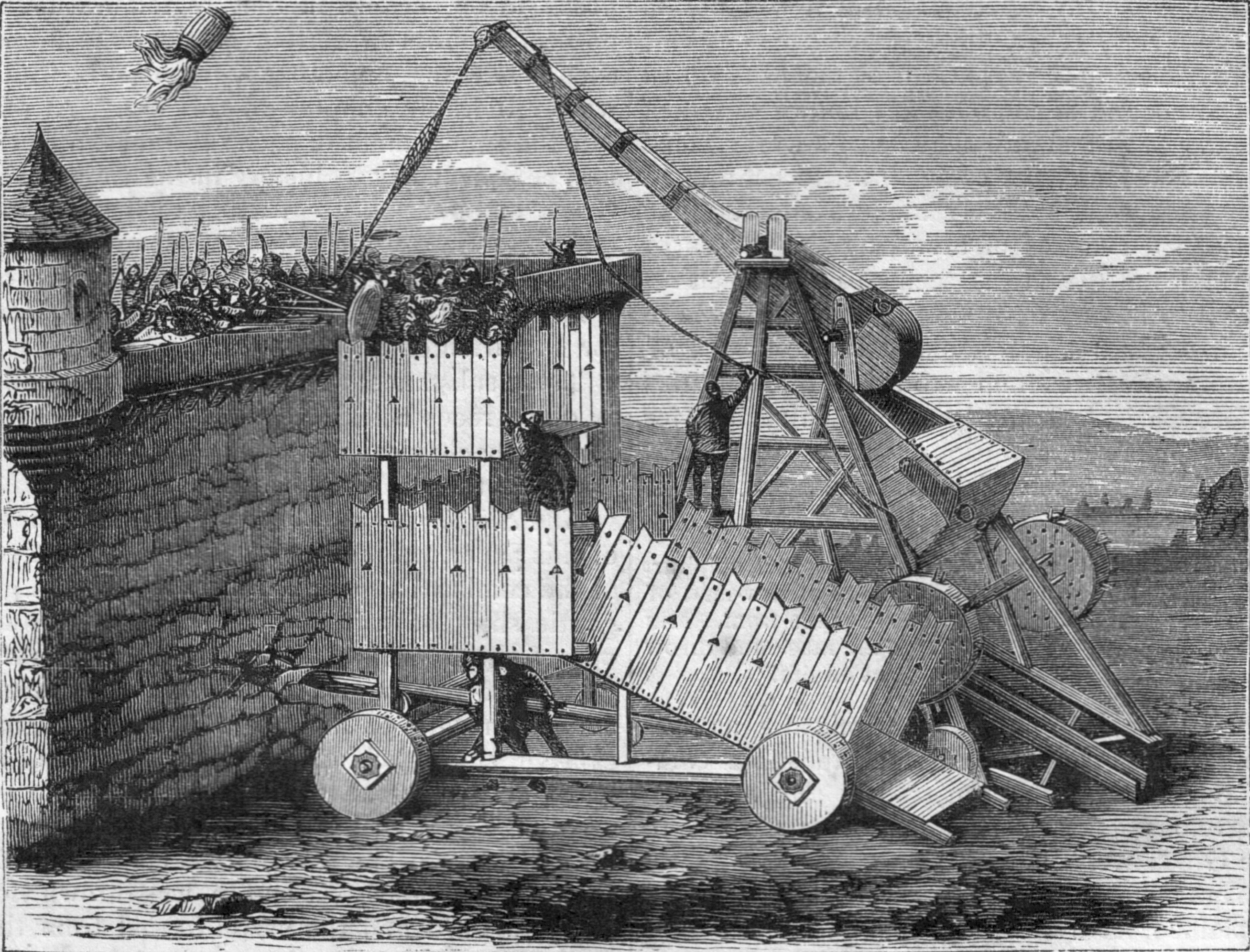
Осадная машина забрасывает замок бочками с греческим огнём, XIII век. Гравюра из «Harper’s Magazine», 1869 г.

«Греческий огонь» также употреблялся при осадах крепостей. Некоторые исследователи, анализируя русские летописи, делают выводы, что «греческий огонь» был знаком русичам и половцам. По некоторым сведениям «греческий огонь» был на вооружении у армии Тамерлана.
Последнее упоминание об использовании «греческого огня» относится к осаде Константинополя в апреле—мае 1453 года войсками турецкого султана Мехмеда II Фатиха. Тогда у входа в бухту Золотой Рог подошедшие с острова Хиос 4 генуэзских корабля и один византийский сумели с помощью него разгромить османский флот из 150 судов, причём потери турок составили около 12 000 человек.
После начала массового применения огнестрельного оружия на основе пороха, «греческий огонь» потерял своё военное значение, а его рецепт был утрачен в конце XVI века.

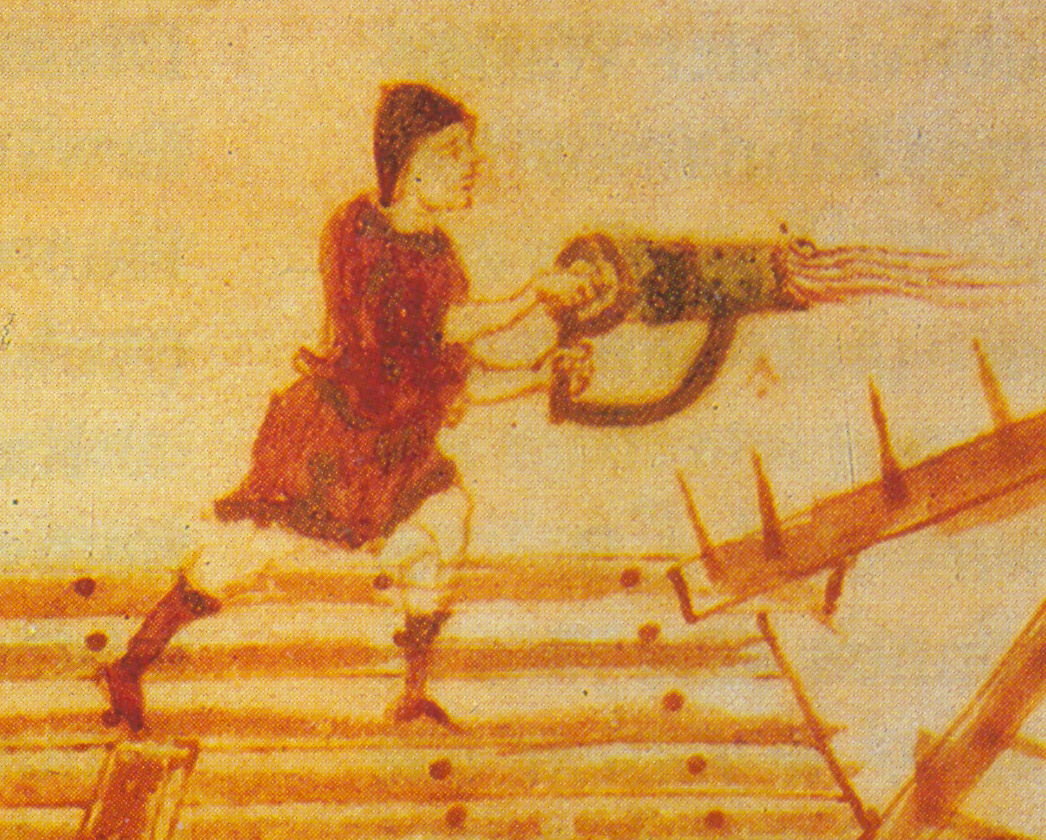
Деталь хейросифона (cheirosiphōn). Фрагмент миниатюры рукописи Полиоркетики.

## Изготовление
Точный состав «греческого огня» неизвестен, так как в исторических документах названия веществ не всегда точно идентифицированы. Так, в русских переводах-описаниях слово «сера» могло означать любое горючее вещество, в том числе и жир. Наиболее вероятными компонентами были негашёная известь, сера и сырая нефть или асфальт. Также в состав мог входить фосфид кальция, который при контакте с водой выделяет газ фосфин, самовоспламеняющийся на воздухе.
В византийской рукописи IX века, содержащей трактат Нония Марцелла (IV в. н. э.) «О сокращённом обучении», дополненный глоссарием с многочисленными цитатами, содержится следующее описание огненосной смеси: «Ингредиенты огня: сырая нефть, пакля, смола, огненная стрела. Сырая нефть — это вид бальзама, добываемого в Вавилоне во влажных местах, которые мы называем мариски, и она, кажется, плавает там на воде, словно жир. Кроме того, существует два вида бальзама. Один берет начало из горы Синай, источаясь из скалы; другой происходит из прутьев, которые, связанные вместе, производят неугасимый огонь. Когда сарацины во время войны подходят к месту морского сражения, соорудив печь прямо в передней части корабля, то они устанавливают на нем медный сосуд, полный этого вещества, поместив под ним огонь. И один из них, сделав бронзовую трубу, подобную той, которую крестьяне называют сквитиатория [дудка], на которой играют мальчики, распыляет эту смесь на врагов».
В «Книге огней для сжигания врагов» (лат. Liber ignium ad comburendos hostes), написанной около 1250 года или в конце XIII века неким Марком Греком, приводится такой состав «греческого огня»: «1 часть канифоли, 1 часть серы, 6 частей селитры в тонко измельченном виде растворить в льняном или лавровом масле, затем положить в трубу или в деревянный ствол и зажечь. Заряд тотчас летит в любом направлении и все уничтожает огнём». Данный состав служил только для выброса огненной смеси, в которой использовался «неизвестный ингредиент».
«Греческий огонь» являлся скорее психологическим оружием: опасаясь его, вражеские корабли старались держаться на расстоянии от кораблей византийцев. Сифон с «греческим огнём» устанавливался, как правило, на носу или корме корабля. Иногда огненную смесь забрасывали на вражеские корабли в бочках. Существуют упоминания о том, что в результате неосторожного обращения с «греческим огнём» часто загорались и сами византийские корабли.

## Поиски секрета греческого огня
Над раскрытием секретных компонентов смеси работали многие алхимики и учёные. Одним из таких исследователей был француз Дюпре, который в 1758 году объявил о том, что открыл секрет «греческого огня». Были проведены испытания около Гавра, в результате которых был сожжён деревянный шлюп, находившийся на большом расстоянии в открытом море. Король Людовик XV, впечатлённый и испуганный действием этого оружия, выкупил у Дюпре все его бумаги и уничтожил их.
В середине XIX века, после начала освоения Китая, было открыто, что состав «греческого огня» близок к китайским зажигательным веществам, содержащим в большом количестве селитру и известным с первого тысячелетия до н. э.
Греческий огонь стал прообразом современных напалмовых смесей и огнемёта. Также «греческий огонь» является прототипом «дикого огня» в фэнтезийной саге «Песнь Льда и Огня», экранизированной американским телеканалом HBO в виде телесериала «Игра престолов» (2011—2019).

## Воспоминания очевидцев
Красочное описание уничтожения флота киевского князя Игоря византийцами с помощью «греческого огня» в 941 году даёт Лиутпранд Кремонский:

Царю донесли, что сохранилось ещё 15 поломанных хеландрий, которые за ветхостью были брошены. Услышав об этом, царь поспешил призвать к себе опытных строителей кораблей и сказал им: «Постарайтесь без промедления исправить оставшиеся хеландрий, но с условием, чтобы огонь был расположен не только на носу, откуда его пускают, но и на корме и на обоих боках». По изготовлении хеландрий, сообразно приказу царя, последний приказывает выступить против Игоря. Когда корабли отправились и Игорь увидал их на море, то он приказал своим воинам взять их в плен, но не убивать воинов… В это время бурная погода сменилась на тихую, и грекам стало возможно бросать огонь. Вошедши в середину, они пустили огонь повсюду вокруг себя. Увидевши это, русские тотчас стали бросаться в воду, предпочитая скорее утонуть, чем быть сожженными огнем. Иные в тяжелых доспехах и со щитами поплыли к берегу, но, плывя, многие утонули, и никто из них в тот день не спасся, а только те, которые вышли на берег…

В «Саге об Ингваре Путешественнике» рассказывается о применении «греческого огня» против флота викингов речными пиратами в 1041—1042 годах:

«Юльв ответил, что… на этой реке… прячутся разбойники на больших кораблях, прикрывают они свои корабли камышом, чтобы люди приняли их за острова, и есть у них всякое оружие и метательный огонь, и они больше губят людей огнем, чем оружием… Они поплыли… до того места, где река разделяется на рукава, и видят они, что 5 островов передвигаются и направляются к ним… А когда викинги встретили сильное сопротивление, то принялись они раздувать кузнечными мехами ту печь, в которой был огонь, и от этого возник сильный грохот. Там находилась медная труба, и из неё полетел большой огонь на один корабль, и он в считанные минуты сгорел дотла. А когда Ингвар увидел это, пожалел он о своей потере и велел принести ему трут с освященным огнем. Затем он согнул свой лук, и положил на тетиву стрелу, и зажег конец стрелы освященным огнем. И эта стрела с огнем полетела из лука в трубу, выступающую над печью; и перекинулся огонь на самих язычников и в мгновенье ока сжег остров вместе с людьми и кораблями…»
Немецкий хронист XI века Адам Бременский в своих «Деяниях архиепископов Гамбургской церкви» (1075—1080) сообщает о возможном наличии «греческого огня» в городе балтийских славян Юмна (дат. Jumne), отождествляемом с легендарной Винетой:

«За лютичами, которых иначе зовут вильцами, протекает Одер, самая полноводная река в земле славян. В её устье, там, где она впадает в Скифское озеро, расположен знаменитый город Юмна, весьма оживлённое местопребывание варваров и греков, живущих вокруг. Поскольку о великой славе этого города рассказывают многое и не всегда правдиво, мне также хочется упомянуть о нём кое-что заслуживающее внимания. Это действительно крупнейший из всех расположенных в пределах Европы городов, который населяют славяне вместе с другими народами, греками и варварами…. Этот город богат товарами всех северных народов, нет ни одной диковинки, которой там не было бы. Там есть „Котёл Вулкана“, который местные жители называют греческим огнём и о котором упоминает также Солин…»

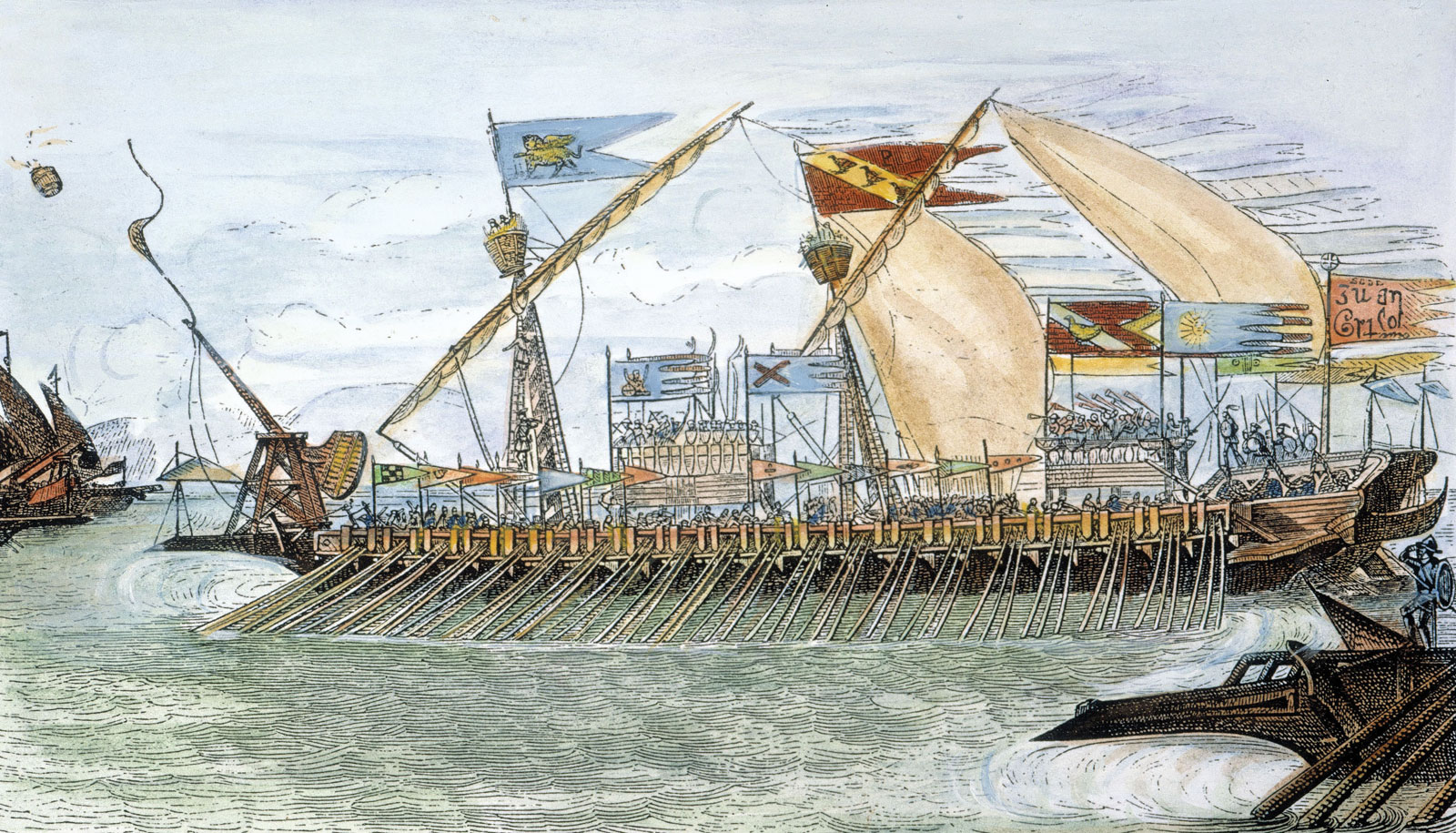
Венецианская галера бросает греческий огонь в генуэзцев в сражении при Курцоле, способом, описанным Жаном де Жуанвилем.

Французский историк Жан де Жуанвиль, участник Седьмого крестового похода (1248—1254) в своём жизнеописании короля Людовика IX Святого (1309) рассказывает:

«Однажды вечером, когда мы несли ночной караул у башен, случилось, что они подвезли орудие, называемое камнеметом, которое они ещё не использовали, и заложили греческий огонь в пращу… Греческий огонь, когда его бросали, был размером с винный бочонок, а выходящий из него огненный хвост был длиною с копье. И при движении он производил столь сильный шум, что казалось, будто это небесная молния; он походил на летящего по воздуху дракона. А сияние он распространял такое, что в лагере было светло как днем из-за обилия огня, излучавшего сильный свет. В этот вечер они три раза метали в нас греческий огонь и четыре раза стреляли огненными стрелами в нас из арбалетов с воротом…»